# Palacio Argensola
El Palacio Argensola, también llamado Casa Mercadal, es un edificio señorial ubicado en las proximidades de la catedral de San Salvador de Zaragoza (España), construido en el siglo XVI como residencia de la familia Albión. A mediados del siglo XIX pasó a la familia Mercadal, -con raíces en la antigua comunidad histórica de Daroca, en el suroeste de la provincia de Zaragoza-, sufriendo importantes reformas posteriores.
En dicho edificio nació el 5 de abril de 1896 el arquitecto y urbanista Fernando García Mercadal. Una placa descubierta por el Ayuntamiento de Zaragoza en su fachada recuerda la efeméride. Se da la circunstancia de que la rehabilitación integral de la casa-palacio dirigida por el arquitecto Fernando Aguerri Martínez mereció en 1990 el prestigioso Premio de Arquitectura "Fernando García Mercadal", que concede anualmente el Colegio de Arquitectos de Aragón. 
La casa-palacio consta de sótano y tres plantas, más doble ático. En la planta baja se abre el acceso, en arco de medio punto, que conduce a un pequeño y hermoso patio articulado por cuatro columnas jónicas, del cual parte la escalera que desemboca en un paseador que comunica con los diferentes espacios de la planta noble y con el patio de servicio. En esta planta principal se extiende un amplio salón, destinado en origen a los bailes y reuniones sociales que ofrecían sus propietarios, cubierto con una magnífica techumbre de madera decorada. 
La estructura exterior original, que había quedado bastante enmascarada por las reformas posteriores, se ha recuperado cuidadosamente en las obras de restauración y rehabilitación. Está realizada en ladrillo a cara vista. El piso inferior presenta ingreso en arco de medio punto y ventanales adintelados, la segunda una serie de balcones y la tercera la habitual galería de arquillos de medio punto doblados bajo un alero, que evoca formas renacentistas a través de una perfilería metálica.

## Fuente
- Este texto toma como referencia la declaración de Bien de Interés Cultural publicada en el BOA n.º 28 de fecha 6 de marzo de 2002  y se ajusta al artículo 13 LPI